# Enfidha-Hammamets internationella flygplats
Enfidha-Hammamets internationella flygplats (IATA: NBE, ICAO: DTNH) (franska: Aéroport international d'Enfidha-Hammamet; arabiska: مطار النفيضة حمامات الدولي) är en internationell flygplats utanför Enfidha, Tunisien. Flygplatsen invigdes 2009 och trafikeras främst av charterbolag. Från Sverige flyger Novair, TUIfly Nordic och Scandinavian Airlines till flygplatsen.